# Sarcophaga hortobagyensis
Sarcophaga hortobagyensis är en tvåvingeart som beskrevs av Mihalyi 1979. Sarcophaga hortobagyensis ingår i släktet Sarcophaga och familjen köttflugor.
Artens utbredningsområde är Ungern. Inga underarter finns listade i Catalogue of Life.